# Reborn
Reborn (lit. ‘Renéixer’) és una pel·lícula de coproducció hispano-italiana-estatunidenca del 1981 de caràcter thriller dramàtic i fantàstic sobre el tema religiós, escrita i dirigida per Bigas Luna. Fou rodada en anglès a Los Angeles durant tres anys amb un pressupost de dos milions de dòlars (280 milions de pessetes); la majoria de l'equip tècnic era espanyol però el repartiment és internacional. Fou exhibida al Festival Internacional de Cinema de Sant Sebastià 1981, però a Espanya no es va estrenar a les sales comercials fins al juny de 1983.

## Sinopsi
Un home (Mark) descobreix que la seva xicota italiana, Maria, és un “stigmata” (algú que té estigmes misteriosament sagnants a les mans i els peus. als mateixos llocs on va ser crucificat Jesucrist) i intenta mantenir-la fora de les mans d'un cobdiciós telepredicador, el rev. Tom Hartley, que planeja explotar-la per enriquir-se.

## Repartiment
- Dennis Hopper - Rev. Tom Hartley
- Michael Moriarty - Mark
- Antonella Murgia - Maria
- Francisco Rabal - Giacomo
- Kit Massengill - Reed
- Xabier Elorriaga - Anunciador

## Producció
El títol original de la pel·lícula havia de ser Bloody Mary, però ja hi havia una pel·lícula amb aquest nom als Estats Units. Fou la primera experiència internacional de la productora barcelonina Diseño y Producción de Films, creada el 1979 i que esperava que el nom de Bigas Luna i l'atractiu de Dennis Hopper ajudessin a la distribució. Fou rodada a Los Angeles, Houston i Barcelona. Va ser un fracàs de taquilla (només va recaptar 14 milions de pessetes) i la productora fou embargada. En total es van fer fins a quatre muntatges de la pel·lícula. El 2012 la Filmoteca de Catalunya va restaurar la còpia del muntatge estatunidenc en versió original en anglès.